# Tarim (folyó)

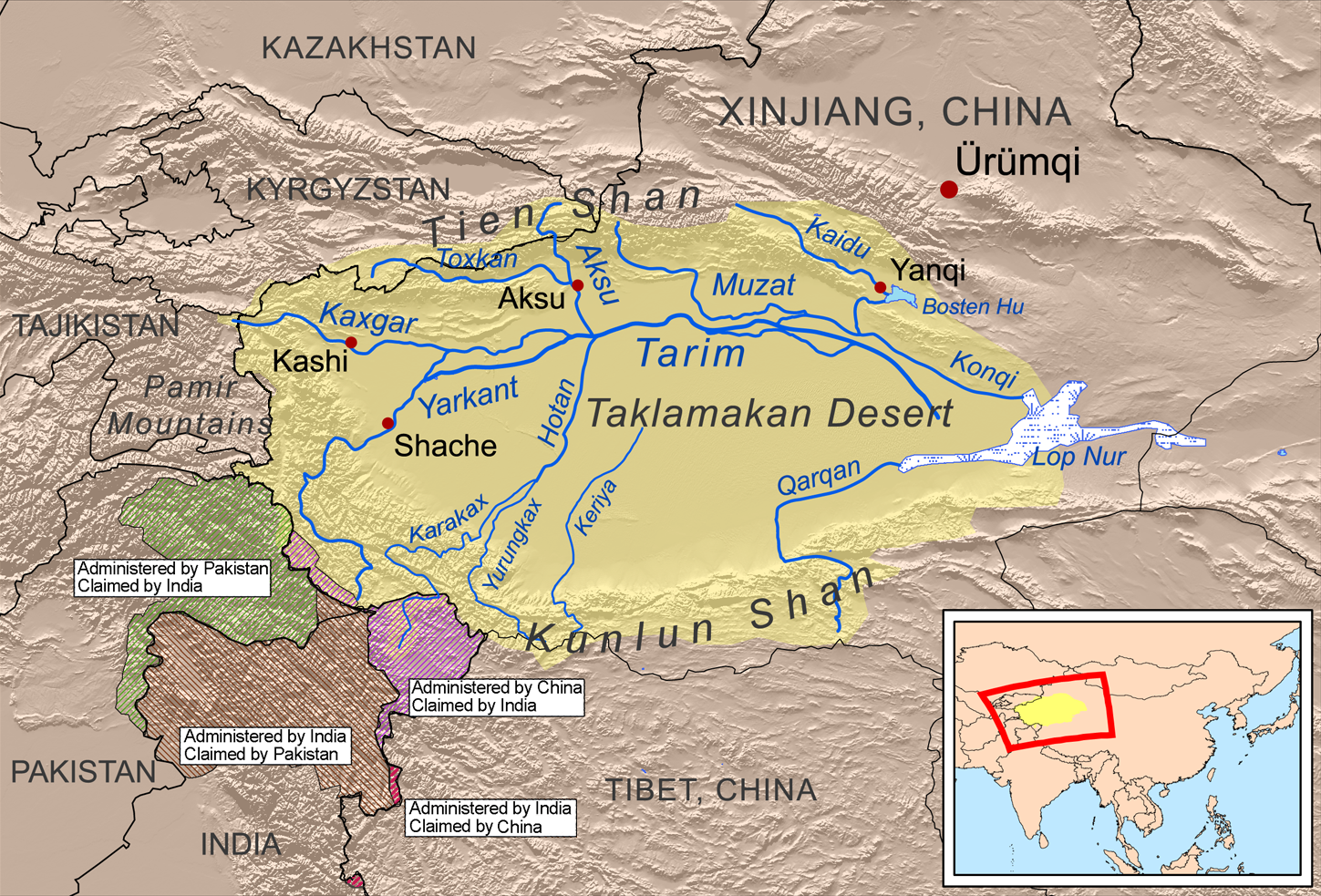
A Tarim-medence folyói

A Tarim folyó  Akszu várostól (Hszincsiang) délkeletre a tulajdonképpeni  főfolyó, az Akszu, a Jarkend-darja és a Kasgar folyók összefolyásával jön létre. Közép-Ázsia leghosszabb folyója (2030 km). A Tarim-medence a folyóról kapta nevét. Csapadékos években a   Hotan folyó is táplálja a Tarimot. A Takla-Makán északi peremén halad kelet felé, végül alsó szakasza két ágra szakad. A fő ág délkeleti irányt vesz, és elegendő vízmennyiség esetén (hóolvadás után) a lefolyástalan, ingoványos Kara Buran kölbe  torkollott. A kisebbik, kelet felé tartó folyóág a Lop-nórba ömlött, ha előtte el nem szivárgott már vize.
Az 1950-es években Hszincsiangban nagyszabású öntözési projekteket indítottak. Akkoriban a Jarkend-darja még évente 1–1,5 milliárd m³ vizet vitt a Tarimba. 1979-ben már nem érte el a Tarimot, amelynek alsó folyásánál a nyárfaerdők 59%-a kipusztult 1993-ra. A Tarim-medence keleti részén  párolgás, elszivárgás és intenzív öntözés miatt elapadt a Tarim, a folyó a Tikanlik mellett található duzzasztógát közelében ér véget.

## Fordítás
Ez a szócikk részben vagy egészben  a   Tarim (Fluss) című német Wikipédia-szócikk fordításán alapul.  Az eredeti cikk szerkesztőit annak laptörténete sorolja fel. Ez a jelzés csupán a megfogalmazás eredetét és a szerzői jogokat jelzi, nem szolgál a cikkben szereplő információk forrásmegjelöléseként.